# Horst Prentki
Horst Prentki (* 19. April 1922 in Berlin; † 6. Oktober 2012) war ein deutsch-uruguayischer Klarinettist.
Als Jugendlicher lernte Prentki Klarinette und Klavier spielen. Wegen der antisemitischen NS-Gesetzgebung musste er im Jahr 1937 das Berliner Sophien-Gymnasium verlassen; er besuchte anschließend bis 1940 die Jüdische private Musikschule Hollaender, die sich in der Sybelstrasse 9 in Berlin-Charlottenburg befand. Im Alter von 16 Jahren trat er als jüngstes Mitglied in das Orchester des damaligen Jüdischen Kulturbundes ein, dem er bis zu seiner Emigration im Jahr 1940 angehörte. Im Oktober 1940 gelang seinen Eltern und ihm die Flucht nach Uruguay; seitdem lebte er in Montevideo.
In Montevideo wurde er im Jahr 1945 Erster Klarinettist beim dortigen Radio-Symphonie-Orchester, 1959 wurde er Mitglied des Städtischen Symphonie-Orchesters von Montevideo. Er gründete verschiedene Kammermusikgruppen mit, im Jahr 1973 gründete er mit seinen beiden Söhnen Esteban und German das „Trio Prentki“. Sein Sohn German Prentki ist Cellist.
Im Jahr 1975 wurde er zum Professor für Klarinette und Saxophon am Konservatorium von Montevideo berufen, 1977 wurde er Erster Klarinettist im Nationalen Kammerorchester von Uruguay.
Im Jahr 1992 besuchte Prentki erstmals wieder Berlin, wo er seitdem zahlreiche Auftritte absolvierte.

## Quelle
- Programm eines Gesprächskonzertes mit Prentki am 17. Februar 1998 im Ibero-Amerikanischen Institut Preussischer Kulturbesitz (Faltblatt)